# M 05
Die M 05 ist eine ukrainische Fernstraße. Sie verläuft von Kiew in südliche Richtung über Bila Zerkwa und Uman nach Odessa. Im Oktober 2004 wurde sie durchgehend vierspurig freigegeben.

## Verlauf
- Kiew
- Hlewacha
- Wassylkiw
- Hrebinky
- Bila Zerkwa
- Stawyschtsche
- Schaschkiw
- Uman
- Blahowischtschenske
- Krywe Osero
- Ljubaschiwka
- Petrowiriwka
- Snamjanka (Beresiwka)
- Odessa